# Orogenesi Kuunga

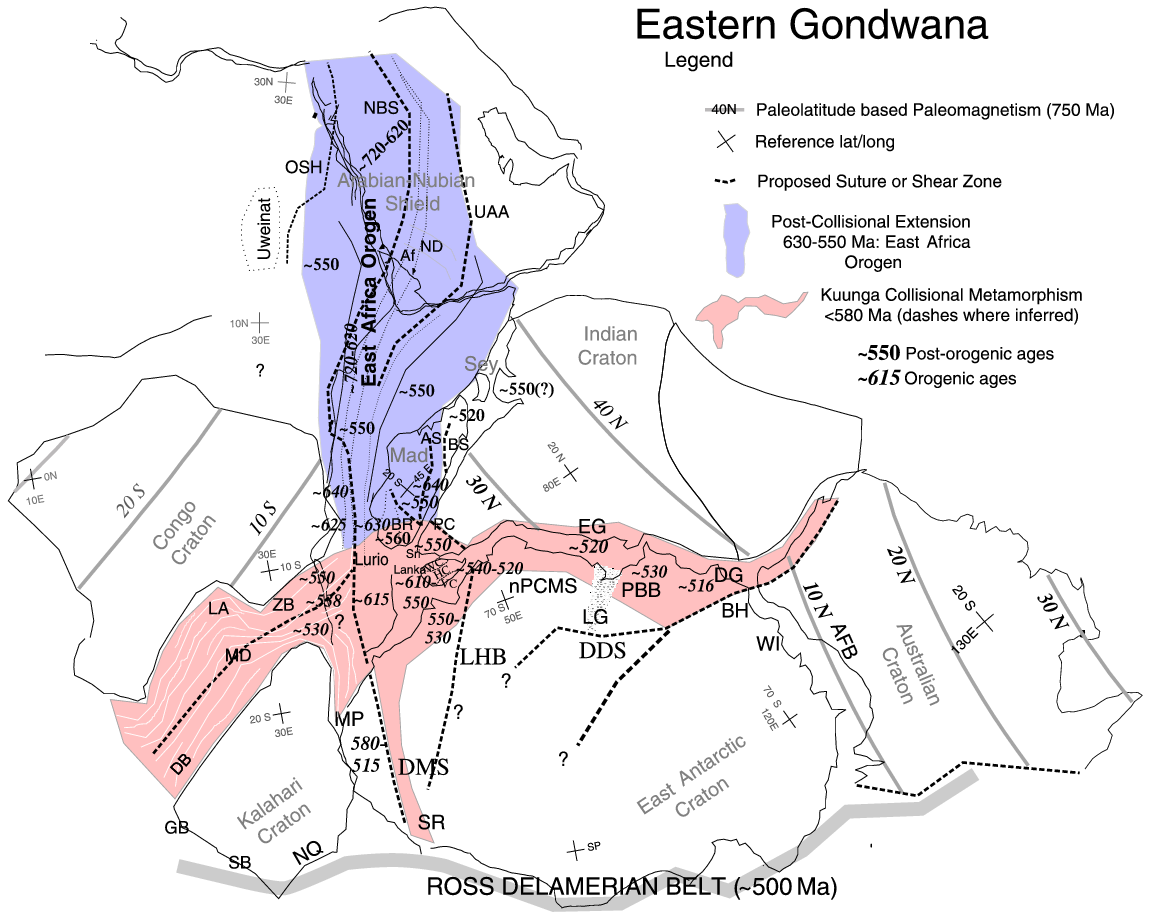
Metamorfismo collisionale dell'orogenesi Kuunga tra 570 a 530 milioni di anni fa in rosso; estensione post collisionale dell'orogenesi est africana tra 620 e 550 milioni di anni fa in blu.

L'orogenesi Kuunga (in lingua swahili: unire), è un'orogenesi che si verificò nell'Africa sudorientale tra l'Ediacarano e il Cambriano. È composta da tre cinture orogenetiche separate (Damara, Zambesi e Lurio) che sono di poco più recenti dell'orogenesi est africana; l'orogenesi Kuunga documenta la collisione tra la parte nord e il sud della Gondwana, che attualmente corrispondono alla Terra della Regina Maud in Antartide e alla parte settentrionale del Mozambico in Africa.
La denominazione fu proposta nel 1995 da J. G. Meert, R. van der Voo e S. Ayub.